# Mariana Canotilho
Mariana Rodrigues Canotilho (Coimbra, 7 de maio de 1979) é uma juíza portuguesa. Em 29 de março de 2019, foi eleita como juíza do Tribunal Constitucional de Portugal. Tem como áreas de especialidade o Direito Constitucional nacional e europeu.
Licenciou-se em 2003 pela Faculdade de Direito da Universidade de Coimbra e tornou-se mestre em Ciências Jurídico-Políticas pela mesma faculdade. Em 2015, obteve o título de doutora em Direito Constitucional Europeu pela Faculdade de Direito Universidade de Granada (Espanha).
É também professora na Faculdade de Direito da Universidade de Coimbra e professora auxiliar convidada da Escola de Direito da Universidade do Minho. Foi assessora do Gabinete do presidente do Tribunal Constitucional entre 2003 e 2007 e novamente entre 2013 e 2019.
Entre seus trabalhos académicos destacam-se El Principio de Igualdad en el Derecho Constitucional Europeo (2017) e Carta dos Direitos Fundamentais da União Europeia Comentada (2013).